# Cynthia pallida
Cynthia pallida är en fjärilsart som beskrevs av Schoyen 1881. Cynthia pallida ingår i släktet Cynthia och familjen praktfjärilar. Inga underarter finns listade i Catalogue of Life.